# Japán kultúra
A japán kultúra jelentős változásokon esett át a több évezredes fennállása során. Japán őshonos kultúrája elsősorban a jajoi nép emlékeiből ered, mely a japán szigetek területén telepedett le az időszámításunk előtt 1000 évvel. A jajoi kultúra gyorsan elterjedt, illetve a dzsómon kultúrával keveredett. A mai japánok hozzávetőleges származása 92%-ban jajoi és 8%-ban dzsómon.
Az ókor és középkor folyamán a japán kultúrára elsődlegesen a különböző kínai dinasztiák gyakoroltak hatást. A kínai befolyás példája japán írásrendszer részét képző kandzsi nevű kínai írásjegyek, melyek annak ellenére is használatosak, hogy nincsen semminemű genetikai kapcsolat a kínai és japán nyelv között. A tágabb értelemben vett közelmúltban, azaz a 19. században kezdődött Meidzsi-kor óta inkább a nyugati világ influálja Japánt és kultúráját. E sokféle hatás hozzájárult a japán kultúra sajátos mai formájának kifejlődéséhez, s immár a világ legnagyobb kultúráinak egyike, mely főképpen a tömegkultúrája népszerűségének köszönhetően tehetett szert globális ismertségre.

Fenyőfák, Hasegawa Tōhaku

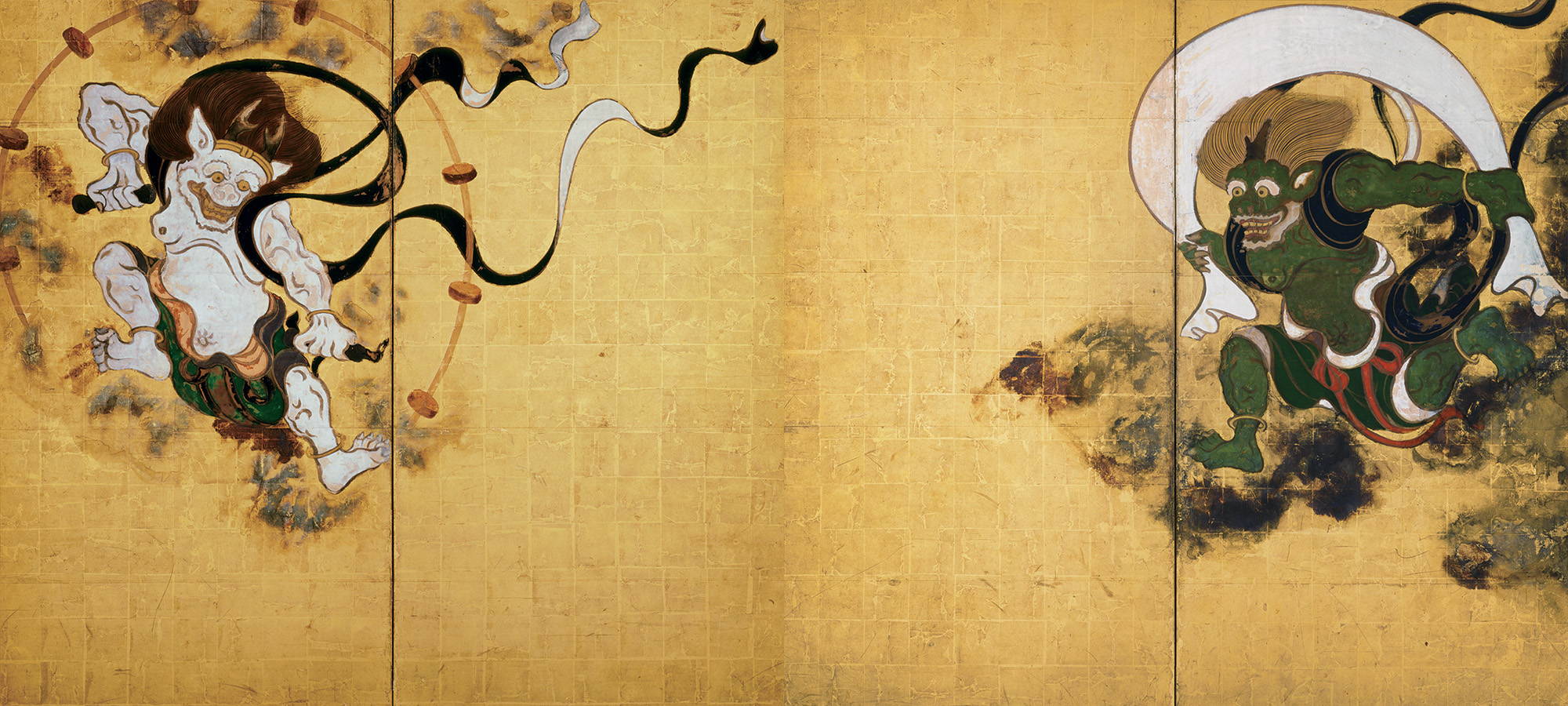
Fūjin-raijin-zu by Tawaraya Sōtatsu, with Raijin shown on the left and Fūjin right. 17th century.

## Történeti áttekintés
A japán történelmet tizennégy nagyobb periódusra osztják fel:
- Dzsómon-kor (縄文時代 Jōmon jidai kb. i. e. 12000 – i. e. 300): e kor elején jelentek meg az első emberek a szigeteken – leszámítva az ainukat, akik ekkor már jelen voltak Hokkaidón. Eleinte vadászó-gyűjtögető életmód volt a jellemző, majd a kor vége felé kezdetleges mezőgazdálkodás – főleg a folyók mentén – és az első cölöpökre épített házak is ekkor jelentek meg. A korszak a nevét a szürke agyagból égetett zsinórmintás edényeiről kapta.
- Jajoi-kor (弥生時代 Yayoi jidai i. e. 300 – i. sz. 300): A tokiói Yayoi negyedben talált edénymaradványokról nyerte nevét a korszak. Ekkor jelent meg a vas és a bronz a szigeteken – előbbit a mezőgazdaságban használták különböző eszközök készítéséhez, utóbbiból főleg fegyvereket és rituális tárgyakat készítettek. Ekkor kezdődött a rizstermesztés, és ekkor alakult ki az addigi sámánizmusból a Sintó. Szintén ebből a korból valók az első feljegyzések Japánról az országon kívülről: i. sz. 57-ben a Késői Han könyvében tesznek említést róluk.
- Kofun-kor (古墳時代 Kofun jidai 250-538): Kofunnak a jellegzetes kulcslyuk alakú sírokat nevezték, ebben a korban terjedt el ez a temetkezési módszer. Ebben az időben kezdett egységesebbé válni a társadalom. Több nagyobb település jött létre, melyeket általában a legerősebb klánok irányítottak. Később a császári család is az ekkor legkiemelkedőbb Jamato klántól származtatta magát.
- Aszuka-kor (飛鳥時代 Asuka jidai 538-710): A Jamato klán köré központosult a hatalom nagy része, így az első császár is közülük került ki a Taika-reformot követően. A Buddhizmus ekkor terjedt el Japánban Sótoku Taisinek köszönhetően, aki Szuiko császárnő régense volt.
- Nara-kor (奈良時代 Nara jidai 710-794): 710-ben a birodalmi központ Aszukából Narába költözött. Ezt a periódust tartják a Japán kormányzás egyik aranykorának, erős állam volt egységes vezetéssel annak ellenére, hogy a császári családnak többször is viszálya volt a Fudzsivara klánnal. Ekkor építették a Tódaidzsi templomot mely a Nagy Buddha csarnokának ad otthont. Elkezdődött a buddhizmus és a sintó szinkretizmusa. Jelentőssé vált a Kínával való kereskedelem. A korszak második felének végére a császári udvar Nagaokába költözött.
- Heian-kor (平安時代 Heian jidai 794-1185): A főváros neve Heian-kjó volt ekkor. Ebben a korban kezdett elterjedni a harcos elitekből álló kaszt, a szamurájok vagy más néven busik. A korszak első felének végére a hatalom a Fudzsivarák kezébe került, majd Go-szandzso császár söpörte félre őket. Nyugvása nem volt, mert két másik klán, a Minamoto és Taira is veszélyeztette a hatalmát. A nézeteltérések az 1156-os Hógen lázadásban teljesedtek ki, mikor a Fudzsivarák segítette császárnak szembe kellett néznie egy másik örökössel, akit a Taira és Minamoto támogattak. A Fudzsivarák ezt követően eltűntek, a hatalom a szamurájok kezébe került. Elsőként Taira Kijomori került vezető pozícióba, majd a halála után Minamoto Joritomó megtámadta a fővárost és elűzte a Tairákat. Joritomó volt az, aki a bakufu rendszert bevezette a korszak végén.
- Kamakura-kor (鎌倉時代 Kamakura jidai 1185-1333): Az első nagy sógunátus, a Kamakura uralma. Ekkora a legtöbb hivatal, amit nem szamurájok irányítottak névleg megmaradtak ugyan, de nem volt hatalmuk. Minamoto Joritomó és testvére, Josicune 1185 a Dan-no-urai csatában megfutamították a Tairák maradékát is. Joritomót 1195-ben a császártól Seii Tai-Shōgun címet kapott. A császári központ Kiotóban volt, de a bakufu Kamakurába költözött és onnét kormányzott. Ekkor dúlt Ázsiában és Európában a Mongol invázió, Japán ellen is megkíséreltek két támadást 1274-ben és 1281-ben, de mindkettő sikertelen volt. A japánok továbbra is tartottak az inváziótól és rengeteg pénzt költöttek fegyverkezésre, mely kis híján tönkretette a gazdaságot. Ezt követte az ún. Kenmu-restauráció, melyben a sógunátustól puccsal elvették a hatalmat. A puccsot Go-Daigo császár irányította. A központ ismét Kiotóba került, de nem tartott sokáig, mert a császár egykori támogatója, Asikaga Takaudzsi – aki a szamurájok támogatását élvezte – visszament Kamakurába és elkezdett hadurakat maga köré szervezni. Eleinte visszaszorították őket Kjúsúig, de ott szövetségeseket találtak és ismét bevonultak Honsúba. A döntő csata 1336-ban Minatogavában történt, Asikaga Takaudzsi győzedelmeskedett a császárhű csapatok felett. A győztes hadak Kamakurába vonultak és új császárt választottak, ezzel megalakítva az Északi Udvart. Go-Daigo visszavonult és a központját Déli Udvarnak nevezte. Az új császár Takaudzsit sógunnak nevezte, de az ország egyesítésére 1392-ig – Go-Daigo utolsó örökösének a haláláig – nem került sor.
- Muromacsi-kor (室町時代 Muromachi jidai 1336-1573): Asikaga Takaudzsi sógunná nevezésével elkezdődött a korszak. Az elején lezajlott a Kenmu-restauráció egyik szövődménye, a Nanboku-csó (南北朝時代 Nanboku-chō jidai 1336-1392) az Északi és Déli Udvarok kora, mely Go-Daigo császár vérvonalának kihalásakor megszűnt. Az országegyesítés után az Asikagák nem sokat változtattak a Kamakura-kori kormányzás módszerein, de a császári udvart jobban a markukban tartották, mint az előző sógunátus. Az Asikaga sógunátus a nagyobb hadurak koalíciójának az alapján működött, viszont nem voltak képesek elhárítani több nagyobb problémát, mint például a Korea felől érkező kalózok (Wako) semlegesítése. Az 1274-es és 1281-es mongol támadások óta nem volt kereskedelmi kapcsolat Kínával, ez azonban ismét elkezdődött. A kereskedőkkel Zen buddhista papok érkeztek, így ez a vallási irányzat még erősebbé vált.

A korszakot ugyan 1573-ig datálják, de tulajdonképpen már 1465-ben elindult egy másik korszak, a Hadakozó Államok kora (戦国時代 Sengoku jidai 1465-1603), mely az Asikaga sógunok hatalmának gyengülésekor az országot a folyamatos belháborúk helyszínévé tette. Megérkeztek az első keresztény, portugál hajósok a szigetre Kína felől 1543-ban. Ekkor ismerkedett meg Japán az európai vívmányokkal. Az első hajósokat jezsuita szerzetesek követték, akik térítési jogot is kaptak egyes Daimjóktól.
- Azucsi–Momojama-kor (安土桃山時代 Azuchi-Momoyama jidai): 1573-ban az utolsó Asikaga sógunt, Josiakit az akkori hadurak közül hódításaival kiemelkedő Oda Nobunaga elűzte. Ő 1560-ban kezdte felhalmozni győzelmeit, mikor minden erőkülönbség dacára legyőzte Imagava Josimotót az Okehazamai csatában. Az Imagavát szövetségese volt ekkoriban a későbbi Edo-korszak első sógunja, Tokugava Iejaszu, aki Josimotó halálát követően 1562-ben Nobunaga vazallusa lett. Nobunaga, aki ekkor még támogatta a sógunátust, megunta a belviszályokat és bevonult Kiotóba, hogy kicsikarja Asikaga Josiaki sógunná nevezését a császártól. Mindeközben sikeresen és igen kegyetlenül vette fel a kesztyűt ellenfeleivel szemben. Josiaki visszarettent Nobunaga hatalmától és maga köré gyűjtött minden erősebb daimjót, akit elért – köztük a híres stratégát, Takeda Singent és magát Nobunaga sógorát, Azai Nagamaszát is. Singen kezdte meg diadalmenetét, mikor elindult Nobunaga tartománya, Ovari felé – útja közben magát Iejaszut is legyőzte Mikatagaharánál – céljait azonban nem tudta elérni, mert 1573-ban, útközben ismeretlen körülmények között meghalt. A Takedák visszavonultak Singen fiának, Kacujorinak a vezetésével. Ugyanebben az évben Josakit elűzte Nobunaga, miután legyőzte az ellene vonuló Azai-Aszakura szövetséget. A tűzfegyverek megszerzése érdekében támogatta a kereszténységet a buddhizmussal szemben, amiért több erősen buddhista daimjó – köztük Ueszugi Kensin – haragját is kivívta. Ekkoriban erősödött meg annyira, hogy seregeit már több célpont felé is ki tudta küldeni. Hódításai az 1575-ös Nagasinói csatában érték el fénypontjukat, mikor háromezer muskétással megsemmisítő vereséget mért Takeda Kacujori sergeire. Nem élvezhette sokáig diadalait azonban, 1582-ben vazallusa, Akecsi Micuhide ellene vezette azt a sereget, mellyel Hasiba Hidejosi segítségére kellett volna sietnie. Micuhide bevonult Kiotóba és rágyújtotta Nobunagára a Honnódzsi templomot. Nobunaga ekkor kéntelen volt szeppukut elkövetni.

A hatalmat ekkor Hasiba Hidejosi vette magához. Szövetségre lépett a Mori klánnal és Yamazakiban megütközött Micuhide seregeivel. A csatát Hidejosi nyerte. Ahhoz, hogy Nobunaga teljes öröksége az övé lehessen, előbb meg kellett küzdenie Nobunaga régi szövetségesével, Sibata Kacuievel, akit 1583-ban Sizugatakénél legyőzött. Utána Iejaszuval ütközött meg 1584-ben Komaki-Nagakuténál, a csata után Iejaszu hűséget fogadott neki. A Csószokabe és a Simazu klánok 1585-ben behódoltak. Ezt követően a Fudzsivara klán örökbefogadta Hidejosit és a Toyotomi családnévvel, valamint a Kanpaku ranggal jutalmazták meg. Sikoku és Kjúsú egyesítése után kilenc nagyobb daimjó hűségét nyerte meg, majd 1590-ben a Hodzsó klán Odavarai erődjének ostroma után sikeresen egyesítette Japánt.
Hidejosi nem lehetett sógun, mivel paraszti sorból származott, ezért csak az eggyel kisebb, de ugyanannyi hatalommal járó Taikó tisztségét tölthette be. Több népszerűtlen intézkedése volt, befagyasztotta a kasztok közötti átjutás lehetőségét, több keresztényt is keresztre feszíttetett. Több inváziós csapatot is küldött Koreába és Kínába 1592 és 1597 között, de ezek rendre elbuktak. Uralma az 1598-ban bekövetkezett halálával véget ért.
Hidejosi halálakor fia, Hidejori még gyerek volt, nem léphetett apja nyomdokaiba. Ellenségeskedés lángolt fel a daimjók között, akik két csoportra oszlottak: Az egyiküket Tokugava Iejaszu vezette, a másikukat Hidejosi egykori bizalmasa, Isida Micunari. Az ellenségeskedésnek az 1600-as Szekigaharai csata vetett véget, ahol Iejaszu győzedelmeskedett. Három évvel később megkapta a császártól a sóguni címet, ezzel elkezdődött a több, mint két és fél évszázados Edo-periódus.
- Edo-kor (江戸時代 Edo jidai 1603-1868) vagy Tokugava-korszak (徳川時代 Tokugawa jidai): A korszak Iejaszu Tokugava sógunná nevezésével kezdődött, aki 1605-ben le is mondott névleg és átadta a hatalmát fiának, Hidetadának. A Tojotomi örökös, Hidejori továbbra is fenyegetést jelentett, ezért 1615-ben Iejaszu megostromolta Oszakát és családostul szeppukura kényszerítette Hidejorit.

A csata után a békesség kora köszöntött Japánra. A sógunátus egységesítette az adókat, a pénznemet, fejlesztette a kereskedelmet és a mezőgazdaságot. A daimjókat kötelezték, hogy a legidősebb fiaikat és feleségüket Edoba küldjék „tanulni”, így kordában tarthatták őket.
A szamurájok nem művelhettek földet, cserébe viszont kölcsönöket vehettek fel, ami viszont 1750-re kimerüléssel fenyegette a kincstárat, így a szamurájok számára betiltották a luxussal teli életmód űzését. A kereszténységet betiltották, majd az 1637-38-as simabarai felkelés után elűzték a portugálokat is, csupán a holland és a kínai kereskedők számára tartottak fent egy mesterséges szigetet Nagaszaki közelében. Az elszigeteltség 1653-ig tartott, amikor egy Matthew Perry nevű amerikai hajóskapitány négy hajóval bevonult a jokohamai kikötőbe és ott erődemonstrációt tartott. Egy évvel később már hét hajóval tért vissza és kötelezte az akkorra már tehetetlenné vált sógunátust egy békeszerződés aláírására és az Egyesült Államokkal való diplomáciai nyitásra. Az elkövetkező öt évben több másik szerződést is aláírattak Japánnal, többek közt a Harris Egyezményt 1858-ban, mely igen kedvezőtlen pontokat fogalmazott meg az ország kárára.
A nyugati „barbárok” bejövetele nacionalista mozgalmakat indított el Japánban. Ez első pont a Namamugi incidens volt 1862-ben, mikor megölték Sacumában egy Charles Lennox Richardson angol férfit. Nagy-Britannia válaszul lebombázta Kagosima kikötőjét és kártérítést követelt, amit a sógunátus ki is fizetett. Ezt követte a Kinmon incidens, melynek keretében a Csósú klán megpróbálta egy puccs keretében átvenni a hatalmat, ám ez nem sikerült. Végül Tokugava Josinobu 1867-ben megírta lemondását a császári udvarnak, ezzel megszüntette a Tokugava sógunátust. Ezt követően 1868-ban a Sacuma-Csósú szövetség bevonult Kiotóba, majd egy nappal később a tizenöt éves Meidzsi császár bejelentette, hogy átvette a hatalmat az ország felett.
- Meidzsi-kor (明治時代 Meiji jidai 1868-1912): A Tokugavák még egy kísérletet tettek a hatalomátvételre az 1868-69-es Bosin háborúban, de döntő vereséget szenvedtek és Edo is elesett. A megmaradt erőket Hokkaidóig üldözték, majd Hakodate ostroma után végleg legyőzték őket. A császár ezt követően modernizálta a hadsereget és átvett több nyugati intézményt, mint például a jogrendszert és a parlamentáris kormányzást. Általános hadkötelezettséget vezettetett be, a szamurájságnak pedig véget vetett – az addigi daimjók összes földjét elkobozta. Nagyhatalmi törekvések indultak meg, először a Kínai-japán háborúban (1894-95) és az Orosz-Japán háborúban nyilvánultak meg – mindkettőt Japán nyerte. Koreát 1910-ben sikerült annektálnia. Az angolokkal 1902-ben léptek szövetségre, mely egészen 1921-ig tartott. A kornak végül Meidzsi 1912-ben bekövetkezett halála vetett véget.
- Taisó-kor (大正時代 Taishō jidai 1912.1926): Meidzsi halála után Taisó császár került trónra, de őt nem nagyon engedték nyilvánosság előtt mutatkozni, mivel nem volt teljesen épelméjű. Ezt a korszakot a császári hatalom gyengesége miatt Taisó-demokráciaként is emlegetik.

Japán 1914-ben belépett az I. világháborúba a Szövetségesek oldalán, és bár nem szántak neki nagyobb szerepet a német gyarmati előőrsök elfoglalásánál, Japán kihasználta az alkalmat és több mikronéziai német gyarmatot, valamint Qingdaot.
Japán részt vett az 1919-es Versailles-i békeszerződés aláírásánál, majd később a Nemzetek Szövetségének tagja lett. Ellenőrzési jogot kapott az egyenlítőtől északra levő Csendes-óceáni szigetek felett, részt vett a háború utáni Oroszország-beli beavatkozásokban, ekkor szállták meg Külső-Mandzsúriát és Észak-Szahalint.
- Sóva-kor (昭和時代 Shōwa jidai 1926-1989): Taisó császár 1926-ban meghalt, fia Sóva, vagy ahogyan később ismerték, Hirohitó került trónra. A parlamentáris kormányzás nem gyökerezett elég mélyen ahhoz, hogy az 1930-as világgazdasági válság során a politikai és gazdasági nyomással megküzdjön, így a hatalom főleg a katonai vezetők kezébe került. Ez a hatalom megpróbálta függetleníteni magát a császártól, még egy puccsal is megpróbálkozott, amit Hirohitó összezúzott.

A legtöbb pártról úgy gondolták, hogy csak a széthúzást erősítik, így ezek rendre megszűntek, vagy beolvadtak az IRAA nevű fasiszta pártba.
Japán 1931-ben megszállta Belső-Mandzsúriát és létrehozott egy bábállamot, emiatt 1933-ban ki kellett lépnie a Nemzetek Szövetségéből. Több incidens követte egymást, végül 1937-ben kitört a 2. Kínai-Japán háború. Az Anti-Komintern Paktumba 1936-ban lépett Japán újraélesztette a hakkó icsiut, avagy a császár mennyei jogát a világ egyesítésére és uralására, és később ez alapján viselkedtek úgy az elfoglalt ázsiai kolóniákon, mint megmentők. Nem sokáig tartott azonban a háború, mivel a szovjetek 1938-ban a Khasan tónál, majd 1939-ben Khalkin Golnál mértek rájuk vereséget. A japánok nem akartak a szovjetekkel háborúzni, így 1941-ben megkötötték a szovjet-japán semlegességi paktumot, mely 1945-ig tartott, mikor a szovjetek megszállták Mandzsúriát és Koreát.
Japán és az USA között egyre jobban kezdett elmérgesedni a viszony, főleg a Nanjing mészárlás és Francia Indokína megszállása miatt, ekkor az amerikai kormány embargót vezetett be a Japán számára nélkülözhetetlen importcikkekre. Japán követeléseit Kína megszállására az USA rendre elutasította, így 1941-ben a császár elfogadta Hideki Tódzsó tábornok háborús terveit.
Amerika a Fülöp-szigetek felől várta a japán támadást, így a főflottájuk megtámadása Pearl Harbour-nál meglepetésszerűen érte őket. Mégsem volt sikeres hosszútávon. Egyrészt nem sikerült elsüllyeszteni a repülőgép-anyahajókat, másrészt sok – az amerikai hadsereg számára létfontosságú – part menti létesítményt érintetlenül hagytak. Az USA válasza a teljes megtorlás volt.
Pearl Harbour-t követően Japán sikeres támadásokkal több területet is elfoglalt Délkelet-Ázsiában egészen Ausztrália határáig 1941 és 42 között, valamint sikerrel vette fel a harcot a Csendes-óceáni Brit, Holland és Amerikai hadiflottákkal szemben. Az anyaországban eközben burjánzott a fasizmus. Nem sokáig tartott a diadalmenet, hat hónappal Pearl Harbor-t követően a Japán flotta súlyos vereséget szenvedett az USA-val szemben a Midway-i csatában. Amerika ezek után sorra támadta az elfoglalt területeket és összezúzta az utánpótlási vonalakat, bombázógépeikkel egészen az anyaországig jutottak. A japán hadi készletek 1944-ben már kimerüléssel fenyegettek. Tokiót 1945-ben bombázták le, majd miután Japán ekkor sem volt hajlandó kapitulálni, Amerika augusztusban atombombát dobott Nagaszakira és Hirosimára. Az erődemonstráció elég sikeres volt ahhoz, hogy Japántól kicsikarják a békeszerződést. A Japán veszteségek hatalmasak voltak; a lakosság egy része fertőzésekben és éhezésekben meghalt, a haderőt teljesen összezúzták; 63 város romokban állt. Szibéria hadifogságba több, mint hatszázezer katona esett.
A háborút követően Japánt demokratikus országgá alakították az amerikai Douglas McArthur felügyelete alatt. Le kellett szerelnie hadseregét, területén állandó amerikai hadi jelenlét volt jellemző. Az országon kívül megszerzett területeikről le kellett mondaniuk. A reformokat amerikai felügyelet alatt japánok hajtották végre. Szervezetté vált a munkaerő és újraindult az iparosodás. A gazdaság csodába illő fejlődésen esett át 1950 és 1980 között. A császár hatalma hivatalosan is megszűnt, de a Tokiói pert megúszta, ahol háborús bűnökben több politikust is kivégeztek.
A legjobb ütemű fejlődést Sigeru Josida miniszterelnök hozta meg az országnak. Három dologra helyezte a hangsúlyt: gazdasági növekedés, nemzetközi stratégiai ügyekbe be nem avatkozás és az amerikai hadi bázisok ellátása. Ez volt a Josida-doktrína, mely nagyon sikeresnek bizonyult.
A koreai háborúba beszálltak Amerika oldalán, így a hidegháború résztvevőivé váltak. Egyetlen nagyobb krízis zavarta meg a nyugalmat ez idő tájt: 1960-ban a kormány aláírt Amerikával egy kölcsönös védelmi paktumot, melyet az ellenzék nem akart elfogadni, így több nagyobb utcai demonstrációba torkollott. A japánok nézete az USA-ról ekkor megromlott és csak 1972-ben javult, mikor a Vietnam-i háború befejeztekor Amerika újra Japán felségterület alá helyezte Okinavát. Kínával 1972-ben vettek fel újra kereskedelmi kapcsolatot, a szovjetekkel ez viszont problémásabb volt.
- Heiszei-kor (平成時代 Heisei jidai 1989-): Hirohito 1989-ben meghalt, fia Akihitó császár került trónra. Uralkodásának kezdete és a Kelet-európai rendszerváltás között kapcsolat nem volt. Japán a világ egyik leggyorsabban növekvő gazdaságává vált, a japán ingatlanok értékei 60%-kal nőttek. A munkanélküliség magas volt ugyan, de nem válságos. A hosszabb távú munkák ritkábbá váltak, inkább a részmunkaidős állásoknak kedvezett a piac.

## Japán nyelv és írás
Japán hivatalos nyelve a japán, amelyet 120 millióan beszélnek a szigetországban, és egymillióra tehető a külföldön élő anyanyelvűek száma. Sokféle dialektus különböztethető meg, de a legelterjedtebb, közösen használt fajtája a kjócúgo, amelyet mindenki megért. A japán nyelv eredete máig nem tisztázott, a legnagyobb hasonlóságot az Okinaván beszélt rjúkjúi nyelvvel mutatja. A japán írás és írásbeliség kínai mintára alakult ki. A japán nyelvet háromféle jelrendszer kombinációjával lehet leírni:
- Hiragana: szótagírás
- Katakana: szótagírás, a jövevény (idegen) szavak leírására használják
- Kandzsi: szóírás

A számok leírására arab számokat használnak, de a hagyományos, kandzsikkal történő számozás is elterjedt. A japán nyelv latin betűs leírását romadzsinek nevezik, amely az angol Hepburn-átíráson alapszik.

## Zene
Japánban számos stílusban képviseltetik magukat előadók, a hagyományos és modern stílusokban egyaránt. A japán nyelvben a zene szó, az 音楽 (ongaku) két kanjiból áll. Az első az 音 "on", vagyis hang, a második a 楽 "gaku", vagyis élvezet. Japán a második legnagyobb zenei piac a világon az Egyesült Államok után, legnagyobb Ázsiában, ahol a piac legnagyobb részét a japán előadók uralják. A karaoke klubokban népszerűek a hazai dalok, ezeket a szórakozóhelyeket a lemezkiadók bérlik. A hagyományos japán zene egészen különbözik a nyugatitól, mivel a japán alapját az emberi légzés adja, míg a nyugati esetében a matematikai időzítés dominál, ezért a nyugati fül számára kevésbé ritmusos.

## Vizuális művészetek

### Festészet

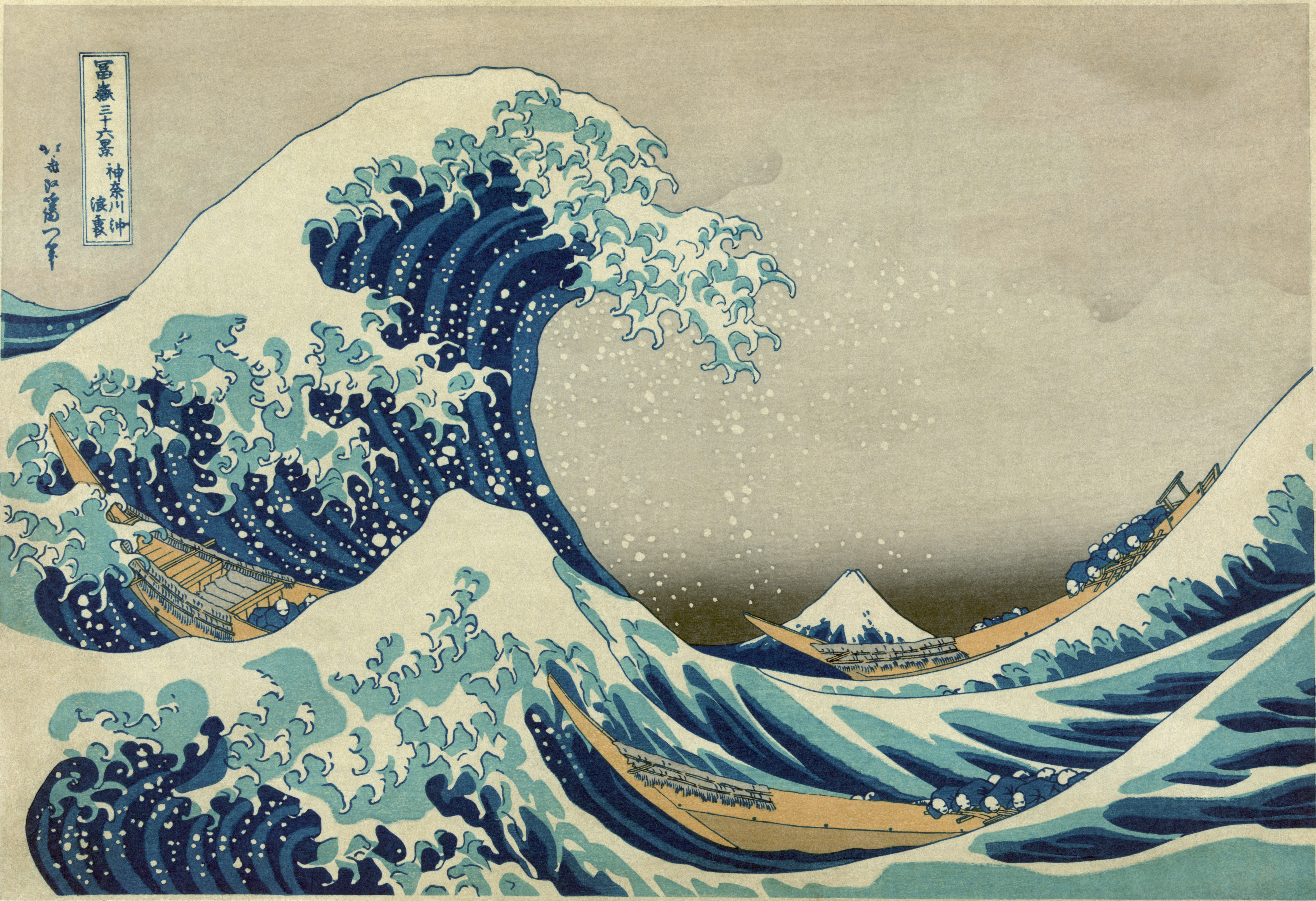
Hokusai: A nagy hullám Kanagavánál (1829-33)

A japán festészet az egyik legrégebbi és legkifinomultabb ága a japán vizuális művészeteknek, amely magába foglalja a legkülönfélébb műfajokat és stílusokat. A japán művészetek történelme során, főleg a kínai festészet volt az ami számos ponton befolyásolta a japán festészetet. Jelentős befolyással volt még rá a Nyugat, de hatása majd csak a 16. századtól mutatkozik meg.
Azokon a területeken, ahol a legjobban érvényesült a kínai hatás elterjedtté válik a buddhista vallási festészet, tussal készült tájképek, amelyek a kínai irodalmárok festés hagyományának egyike, és a növényekről, állatokról készült festmények, különösen a madarak és virágok ábrázolása. Azonban jellegzetesen japán hagyományok alakultak ki mindezeken a területeken. A legfőbb probléma, amely sokak szerint leginkább jellemző a japán festészetre, hogy gyakran a mindennapi életüket ábrázoló rajzok túlzsúfoltak a részletes kidolgozása miatt. Ez a hagyomány kétségkívül a kora középkorban kezdődött el, amikor megjelent az erőteljes kínai befolyás. A legkorábbi fennmaradt alkotások azonban azt mutatják, hogy stílusuk átalakult a japán hagyományoknak megfelelően és ezt egészen a modern korig megtartották.
A hivatalos Japán Nemzeti Kincseinek listája 158 alkotást vagy sorozatot tartalmaz a 18-19. század közötti időszakból (bár köztük számos kínai festmény található meg Japánban), amelyek képviselik a csúcsok elérését vagy a ritka túlélést a egészen a kezdetektől.

### Kalligráfia
Japán hagyományos művészetének egy ága a kalligráfia, az írás művészi és esztétikai szintre való emelése. Történelmét tekintve már jóval a hiragana és a katakana megjelenése előtt (5. század) jelen volt, minden bizonnyal a kínai írásjegyekkel együtt került át Japánba. A sajátos japán kalligráfia a már említett kanák bevezetése után alakult ki, használata minden történelmi és művészeti korszakra jellemző és ma is igen népszerű.
A művészi írás nem csupán esztétikai funkciót látott el, hanem az információ átadására is szolgált. A változatos vonalvezetésű, ecsettel és tintával készített alkotások önmagukban is külön műnek tekinthetőek, azonban számos esetben járultak hozzá egy-egy festményhez vagy más műalkotáshoz, mint díszítőelem. Gyakran egész verseket, történeteket készítettek el kalligráfiát használva.
A kalligráfia szóra Japánban a sodó (書道), vagyis az „írás útja” elnevezés használatos; illetve a súdzsi (習字), amely kifejezést „az írásjegyek elsajátításaként” lehet értelmezni.

### Szobrászat

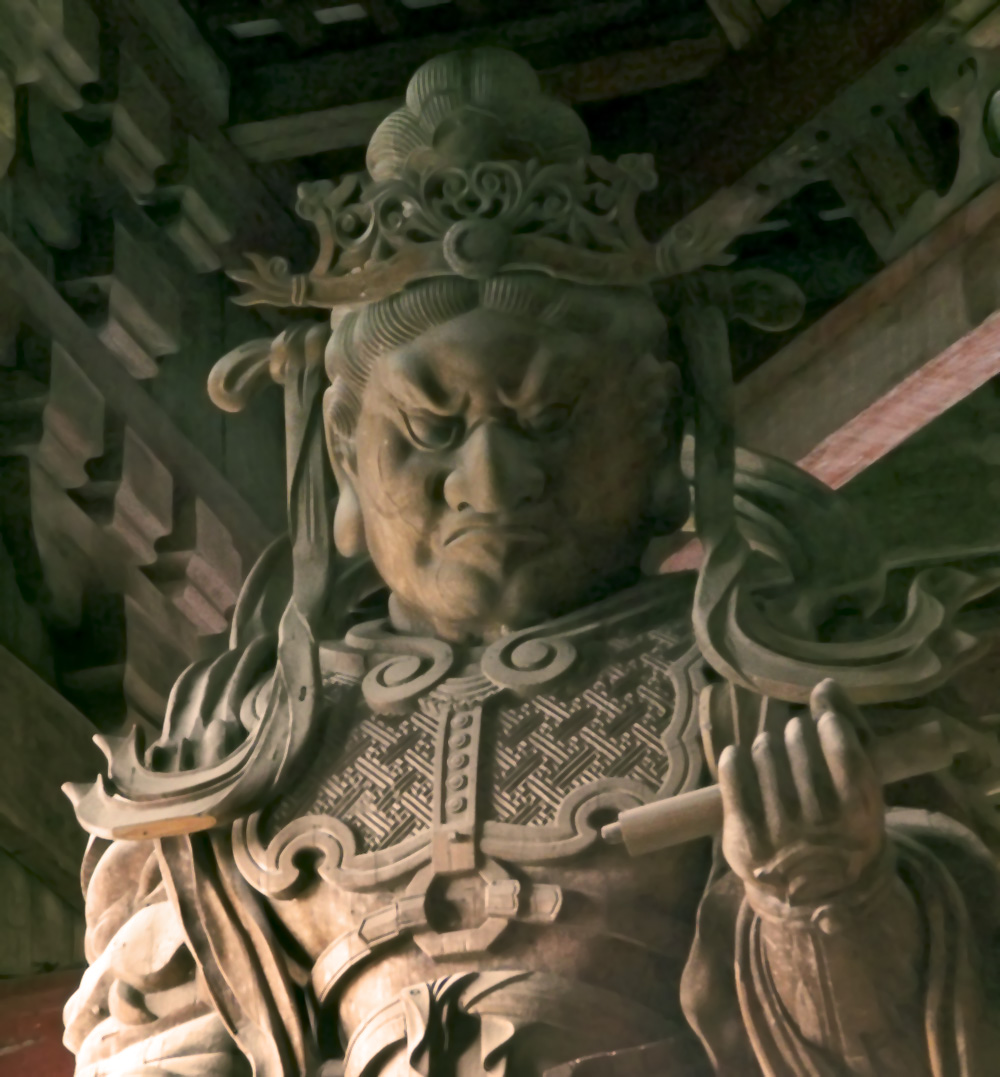
Guardian in Todaiji, Nara.

A tradicionális japán szobrászat főképp a buddhizmusból merített. Olyan történelmi alakokat ábrázoltak, mint Tathagata, Bodhisattva és Myo-o. A legrégebbi szobor a fából készült Amitabha, mely a Zenko-ji templomban található. A Nara-korszakban az uralkodó osztály tekintélyének megerősítésére szobrokat készíttetett. Ennek nyomai még ma is megtalálhatóak Narában és Kyotóban. A legkimagaslóbb alkotás a Todai-ji templom bronzból készült szobra, a Buddha Vairocana. A tradicionális szobrászat fő alapanyaga a fa, csakúgy, mint a Japán építészeté. A szobrok gyakran festettek, lakkozottak, aranyozottak voltak, ám ezek az idő múlásával elhalványultak. A bronzon kívül más fémeket is használnak. A kő és az agyag szintén fontos alapanyagul szolgált, főleg a köznép számára.

### Ukijo-e
Az ukijo-e (szó szerint: „a lebegő világ képei”) a késői japán zsánerfestészet aprólékosan faragott cseresznyefa dúcokkal nyomott alkotásai, „fametszetei”. Az ukijo kifejezés a hedonista életmódot hivatott leírni. Az effajta életmódot megjelenítő festett vagy nyomtatott ukijo-e-k a 17. század második felében jelentek meg, és nagy népszerűségnek örvendtek a kereskedők körében, akik addigra már elég tehetősek voltak ahhoz, hogy ilyen alkotásokkal díszíthessék otthonaikat. Először Hisikava Moronobu gyönyörű nőket megjelenítő festményei és fekete-fehér nyomatai arattak sikert az 1670-es években. A színes nyomatok fokozatosan jelentek meg, először csak kézzel színezve, és kizárólag speciális megrendelésekre. Az 1870-es évektől kiemelkedő irányzat lett a japonisme, mely olyan korai impresszionistákra, mint Edgar Degas, Édouard Manet, Claude Monet, és posztimpresszionalistákra, mint például Vincent van Gogh volt hatással.

### Ikebana
Az ikebana a hagyományos japán virágrendezés művészete. Az ikebana (生け花) szó szerinti jelentése „életben tartott virág”, míg a japán elnevezése a kadó (華道), melynek jelentése „a virág útja”. Az ikebana egy tanított művészeti forma, amely világszerte ismert arról, hogy középpontba helyezi a harmóniát, a színhasználatot, az eleganciát és az egyszerűséget. Nagy hangsúlyt fektet az évszakok kifejezésére. Az ikebana kezdetleges változata a 6. században jelent meg először. Megjelenését elősegítették a vallások (japán animisztikus ősvallás, sintó, buddhizmus), amelyek már felhasználtak gallyakat és virágokat a szertartásaik során. Az akkoriban újnak számító virágrendezés más területekre is kihatott, mint például az építészetre vagy a kertrendezésre. Az ikebana elődjét tatebanának hívják, amely feltehetően a Tang-kori Kínából származik, ahol az elkészítése egy ünnep (kínai eredetű tanebata ünnepség) része volt. A művészi elrendezésre való törekvés során jött létre az ikebana művészete – ez egy nagyon lassú folyamat volt. A zen buddhizmus megjelenése után, összefonódott annak jellemvonásaival, és az egyszerűségre törekedtek a virágrendezés során. Bár már a 6. században ismert volt, mégis a 18. századra teljesedik ki. Az ikebana a nyugati virágköltészettől teljesen különbözik. Tömeg helyett vonalakkal és az üres térrel dolgozik, szimmetria helyett pedig az aszimmetriát tartja fontosnak. Kevés anyaggal és halványabb színekkel igyekszik nagyobb benyomást kelteni.

### Origami

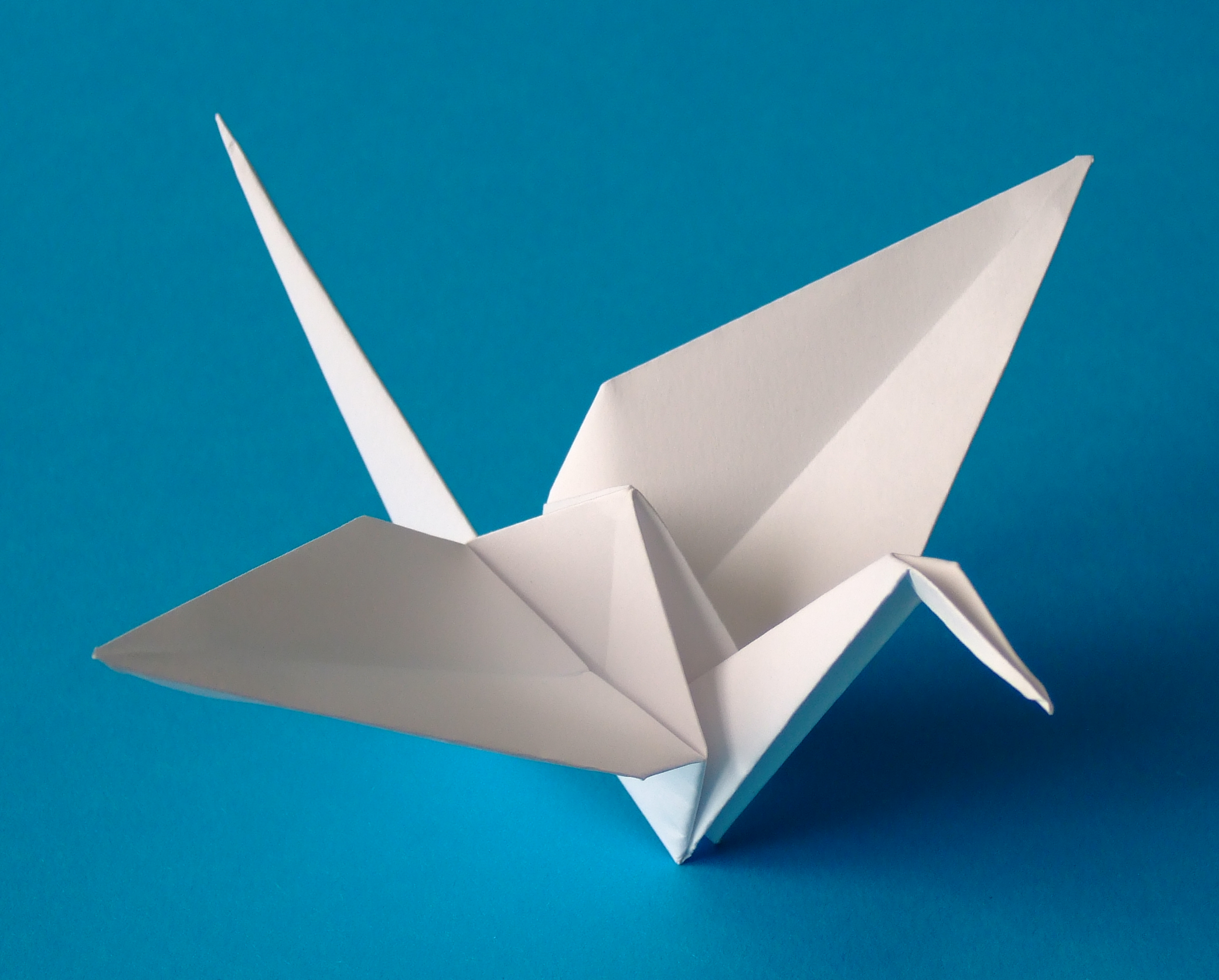
Origami daru

Az origami a papírhajtogatás művészete. Az origami (折り紙) egy japán eredetű szó, ahol az ori hajtogatást, a kami pedig papírt jelent. A cél, hogy egy sima papírból egy tetszőleges alakzatot varászoljunk. Fejleszti a kézügyességet és a térézéket, ezért már az óvodában elkezdik megismertetni a gyerekekkel.
Többféle origami típus is létezik:
- Interaktív origami – Ide tartoznak azok az origamik, amik valamilyen módon mozognak. A leggyakoribb ilyen modell a japán csapkodó madár.
- Több elemű origami – Ahogy a nevéből is következtethető, ehhez a formához több kisebb részt kell összeilleszteni hogy megkapjuk a kész formát.
- Kirigami – Kirigami egy japán kifejezés a papírvágásra. A tradicionális japán origaminál gyakran használtak vágásokat, de a modern hajtogatásoknál olyan újításokat vezettek be, melyek következtében feleslegessé váltak.

## Előadó művészetek

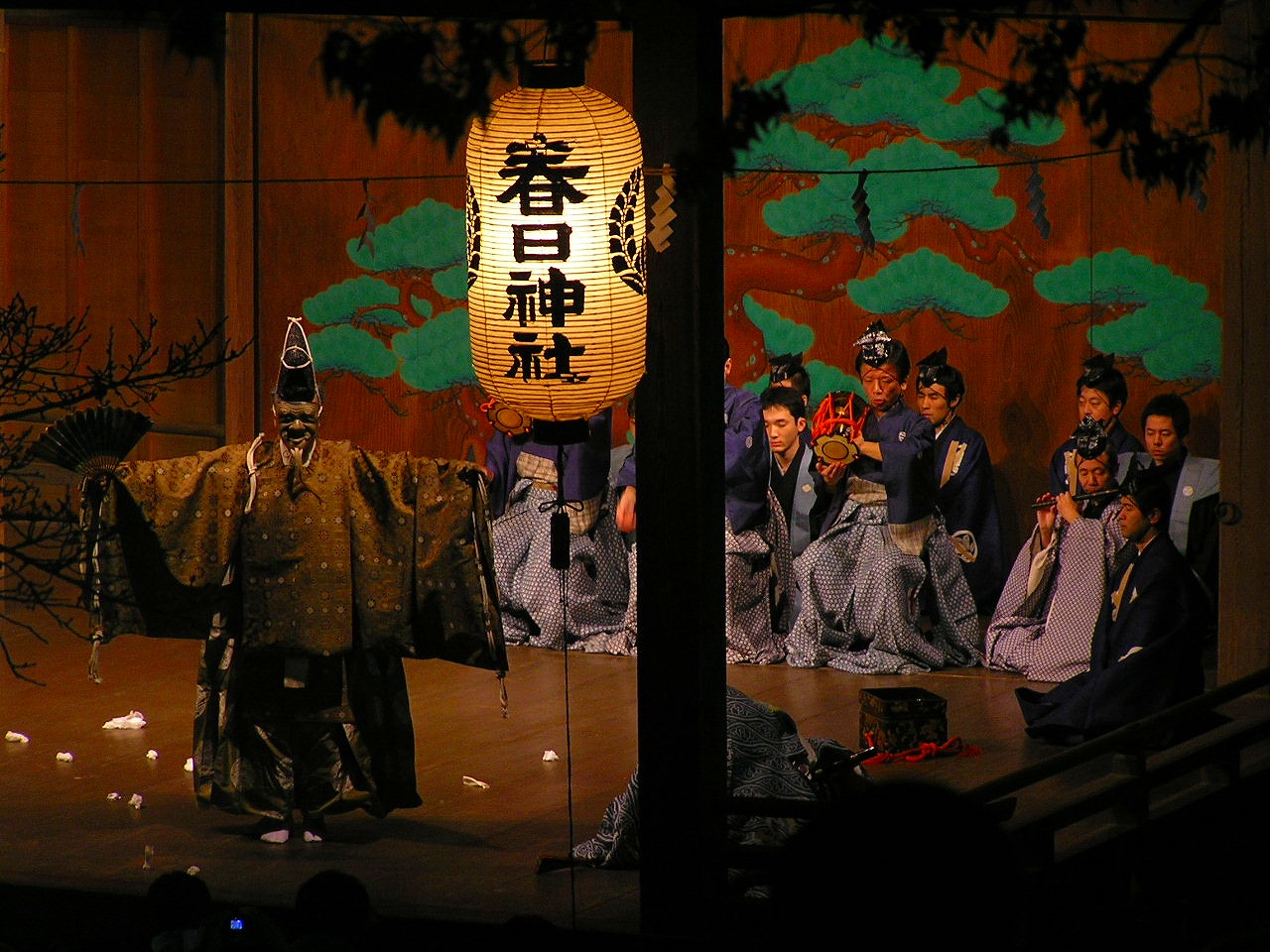
Hagyományos japán nó-színház előadása

## Építészet

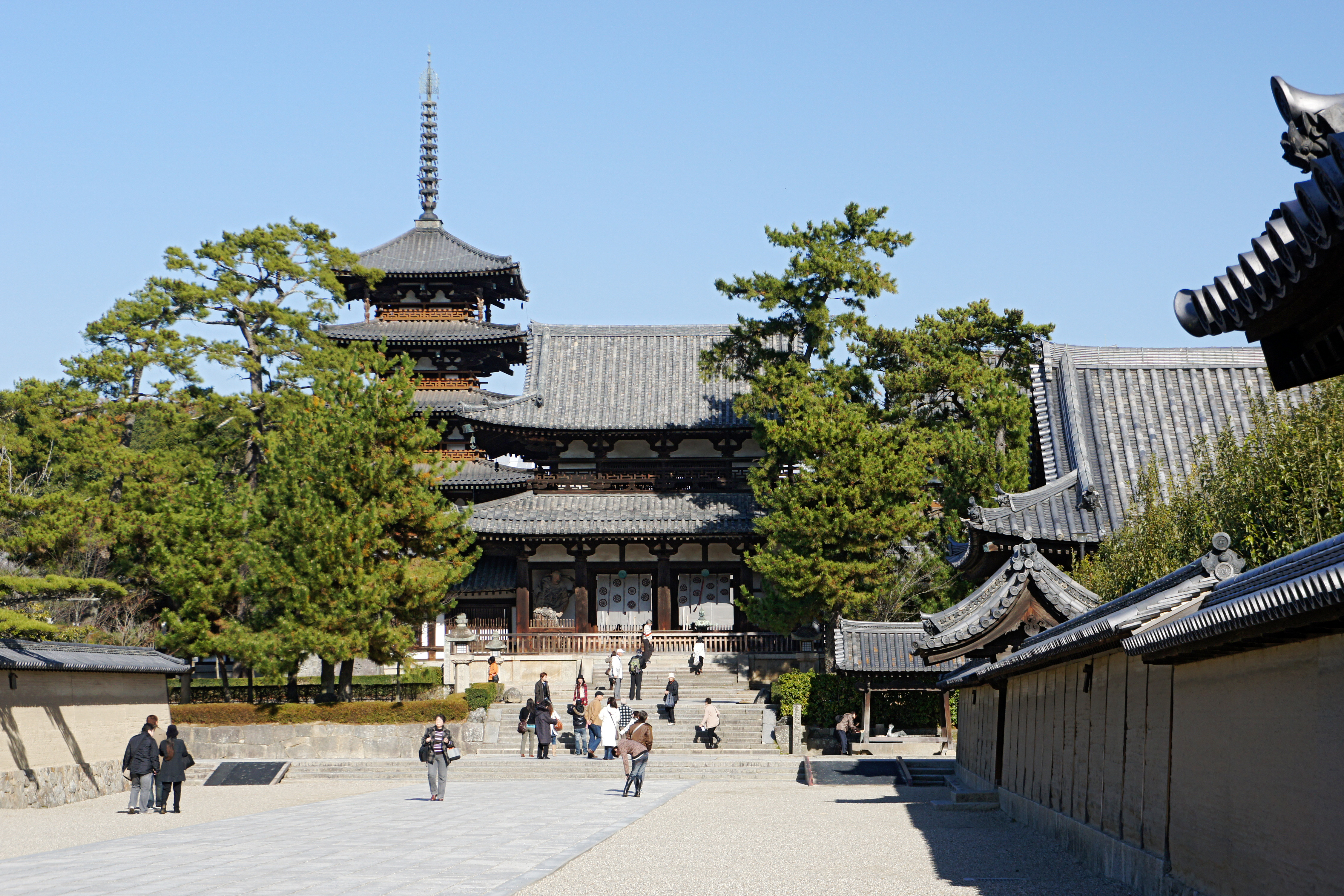
Hōryū-ji is widely known to be the oldest wooden architecture existing in the world.

Kínai kultúra nagyban befolyásolta a japán építészetet is. A külföldi hatások mellett megjelent az eredeti japán építkezési stílus is. A fa a leggyakrabban használt építőanyag. A házakat, templomokat oszlopokra, magas talapzatokra helyezték. Ilyen épületek például a sintó szentélyek, és buddhista templomok. A legtöbb ilyen épületegyüttesben vannak eredeti japánkertek, melyekre nagy benyomást tettek a zen tanai. Modern építészek, mint Yoshio Taniguchi és Tadao Ando előszeretettel elegyítik a tradicionális japán kultúrát a nyugatival.

## Kertek

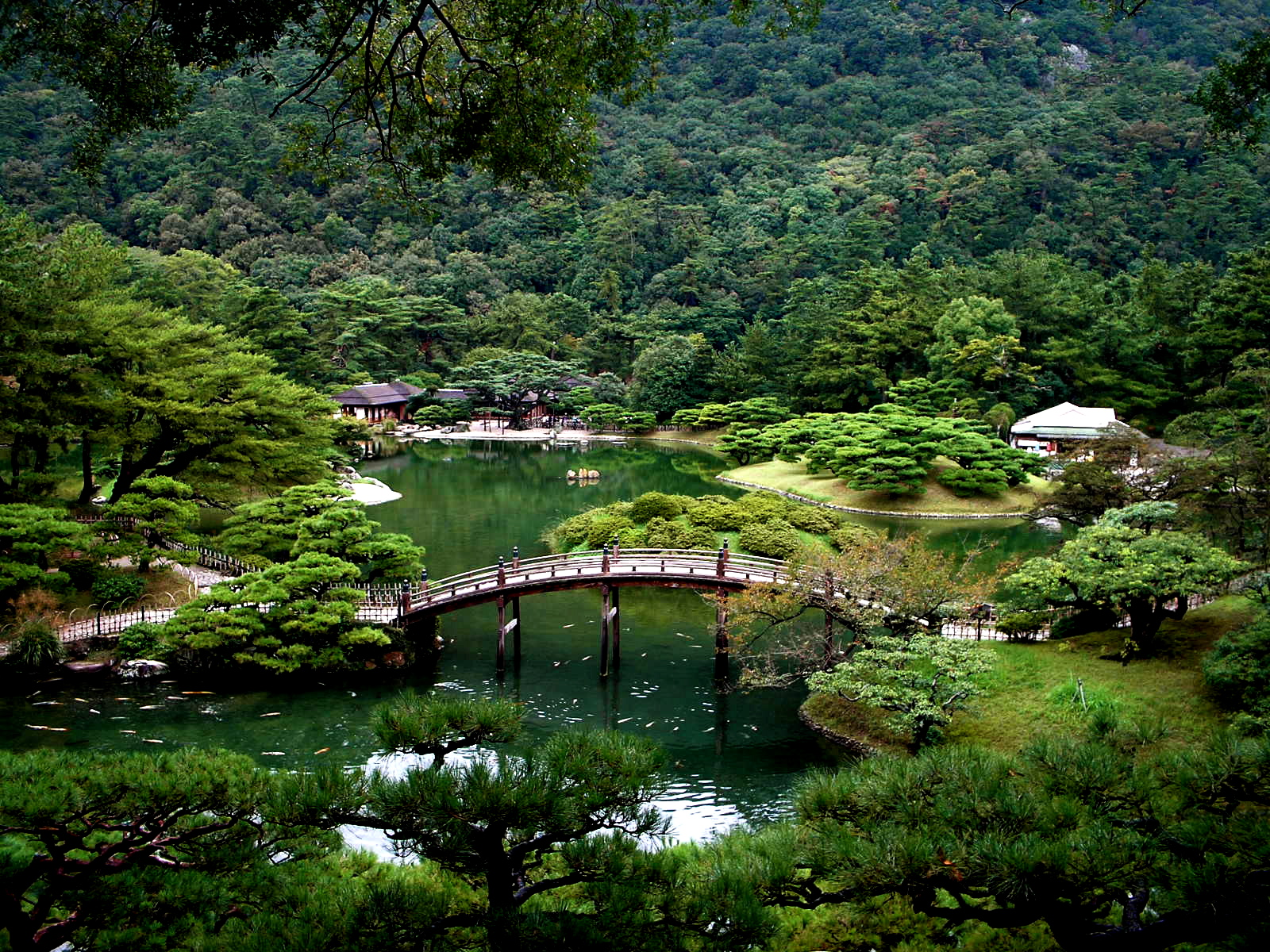
Ricurin-kert

Japánban a kertművészet ugyanolyan jelentőséggel bír, mint bármely más építészet, melyekre egyazon történelmi, és vallási háttér hatott. A Japán tradicionális kertek egyfajta miniatűr, idealizált tájat alkotnak, melyet gyakran stilizált, absztrakt módon hoznak létre. Japánban a természetet s ezáltal a kerteket is nagy tiszteletben tartják. Legfőbb céljuk a lelki nyugalom, meditáció és elmélyülés elősegítése. Három fő típust különböztetünk meg: tea kert (csa-niva), laposkert (hira-niva), sziklás-domboskert (cukijama-niva). Ezeken belül számos stílus is fellelhető, mint pl. zenkert (kareszanszui), paradicsomkert, csónakázókert (csiszen-sojú-teinen). Az idők folyamán azonban ezek a stílusok egymásba olvadtak, így egy kert akár több stílusból is összetevődhet. A kertek jellegzetes elemei közé tartoznak a kövek, sziklák, növényzet, ösvény, kapuk (torí), hidak, lámpások (isi toro), víz stb. Számos kert egyáltalán nem, vagy csak évszakosan látogatható. Néhány nevezetesebb, látogatható kert: Ezüst pavilon templom kertje (Ginkaku-dzsi 銀閣寺), Arany pavilon templom kertje (Kinkaku-dzsi 金閣寺), Rjóandzsi Templom zen kertje stb.

## Hagyományos öltözködés

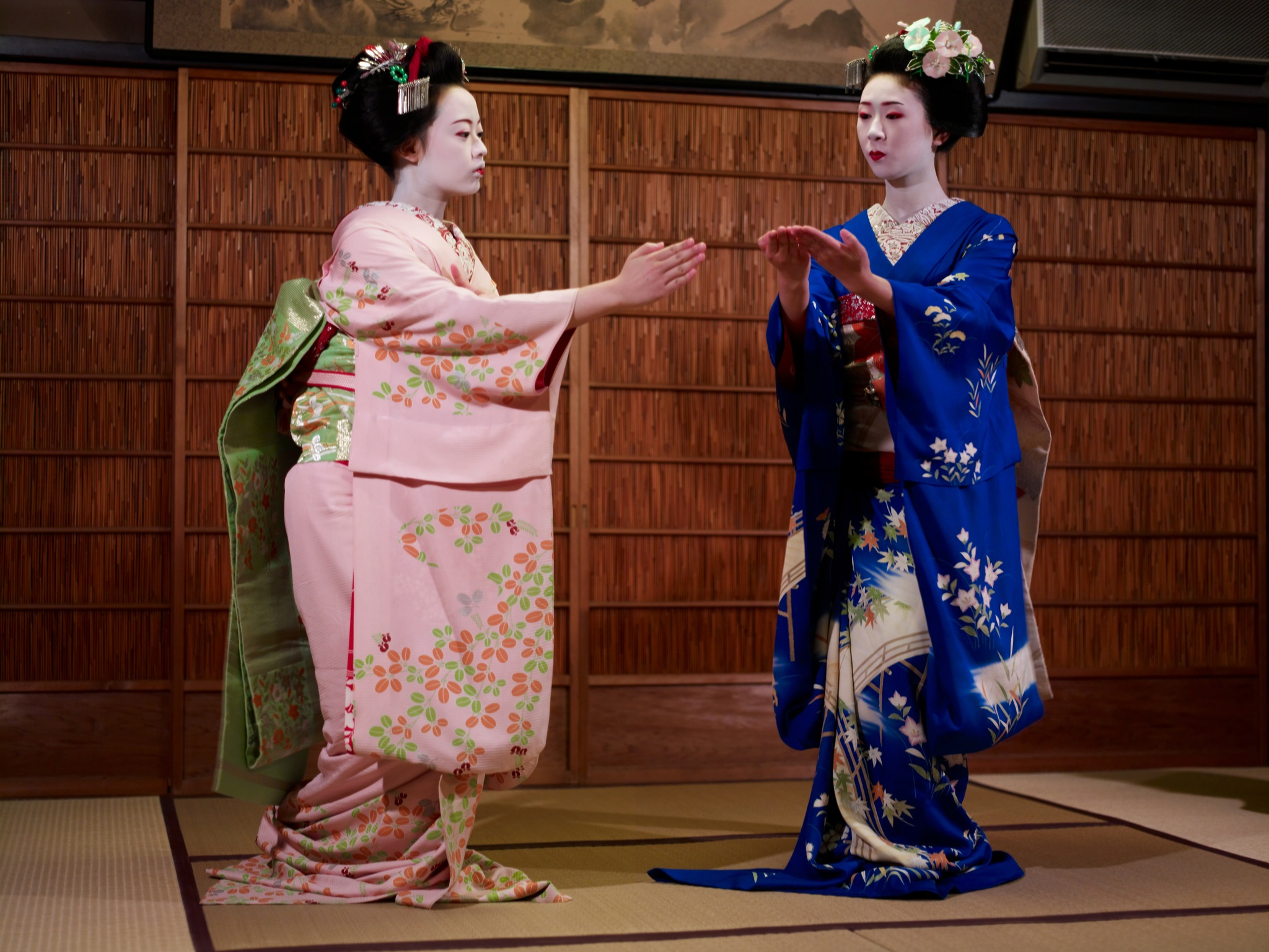
Geisha performing dance, dressed in kimono.

Japánt számos különlegessége mellett az öltözködése is megkülönbözteti a világ többi részétől. A tradicionális viselet, kimonó jelentése viselt dolog. Kezdetben a kifejezést minden ruhára használták de később a teljes testes ruhára utalt, amit más néven nagaginak neveznek, amit még manapság is különleges eseményeken felnőttektől gyerekekig mindenki hord.
A legkorábbi kimonókra nagy hatást gyakorolt a kínai Han-dinasztia öltözködés, amit ma hanfuként ismerhetünk. Ennek eredménye a kínai kultúra nagyfokú beáramlása és beolvadása az ötödik században. Ennek japán megfelelője a kanfuku, míg nyugati megfelelője a jofuku. A kimonók rengeteg színben, formában és méretben megtalálhatóak. A férfiak főleg sötét és tompított színeket, míg a nők a fényes és pasztellszíneket kedvelik. Főleg fiatal hölgyek körében igen elterjedt a virág és absztrakt díszítettség. Formális kimonót jellemzően több rétegben viselik. A rétegek számát, láthatóságát, az ujjak hosszát és a minta választást a társadalmi státusz, szezon és az alkalom határozza meg. A nyugati típusú ruhadarabok nagyfokú tömeggyártása miatt, a japán emberek többsége kimonót többnyire csak fesztiválokon és a különleges eseményeken visel. Ennek eredményeként a legtöbb fiatal nő Japánban nem képes egyedül, önállóan kimonót magára ölteni, ezért sok idősebb nő tart órákat, lehetőséget adva a helyes technika elsajátítására.
Kimonók minden évszakban másak és másak. Tavasszal nagyon sokszínűek és rengeteg tavaszi virág motívum díszíti, míg ősszel visszafogottabbak, sötétebbek, egyszerűbbek. Télen a nehezebb flanel változatuk a hő megtartásában játszik szerepet. A férfiak csak otthon vagy csendes, nyugodt környezetben hordanak kimonot, azonban az elfogadható, hogy vendéget fogadhasson benne otthon. A hivatalos eseményen egy japán férfi haorit és hakamát, vagyis fél kabátot és megosztott szoknyát visel. A hakamát a derékhoz erősítik a kimonó fölé, boka magasságig leengedve. Hakamát eredetileg férfiaknak szánták, ma már a nők is szabadon hordhatják.

### Obi
A kimonók egyik legfontosabb része az obi. Az obi egy dekoratív elem, amelyet japán férfiak és nők is viselnek, tulajdonképpen a kimonók öve, amivel összefogják a ruhadarabot. A legtöbb nő nagy és bonyolult obit visel, míg a férfiak jellemzően a vékony és konzervatív fajtát részesítik előnyben.

### Ucsikake
A kimonók egyik legelegánsabb fajtája az ucsikake, amit a menyasszony hord az esküvői szertartáson. A ucsikakét gyakran díszítették madarak vagy a virágok segítségével, ezüst és arany szálakkal.

### Lábbelik
Japánban a lábbelik is különlegesek. A tabi, egy boka magasságik érő zokni, gyakran viselik kimonóhoz. A tabit úgy tervezték, hogy együtt kell hordani, egyfajta szíjas lábbelivel, amit getának neveznek. A geta egyfajta szandál, ami egy formázott fadarabból és a rajta átfűzött szövetből áll. A getát a nők és férfiak egyaránt hordhatják.

## Gasztronómia

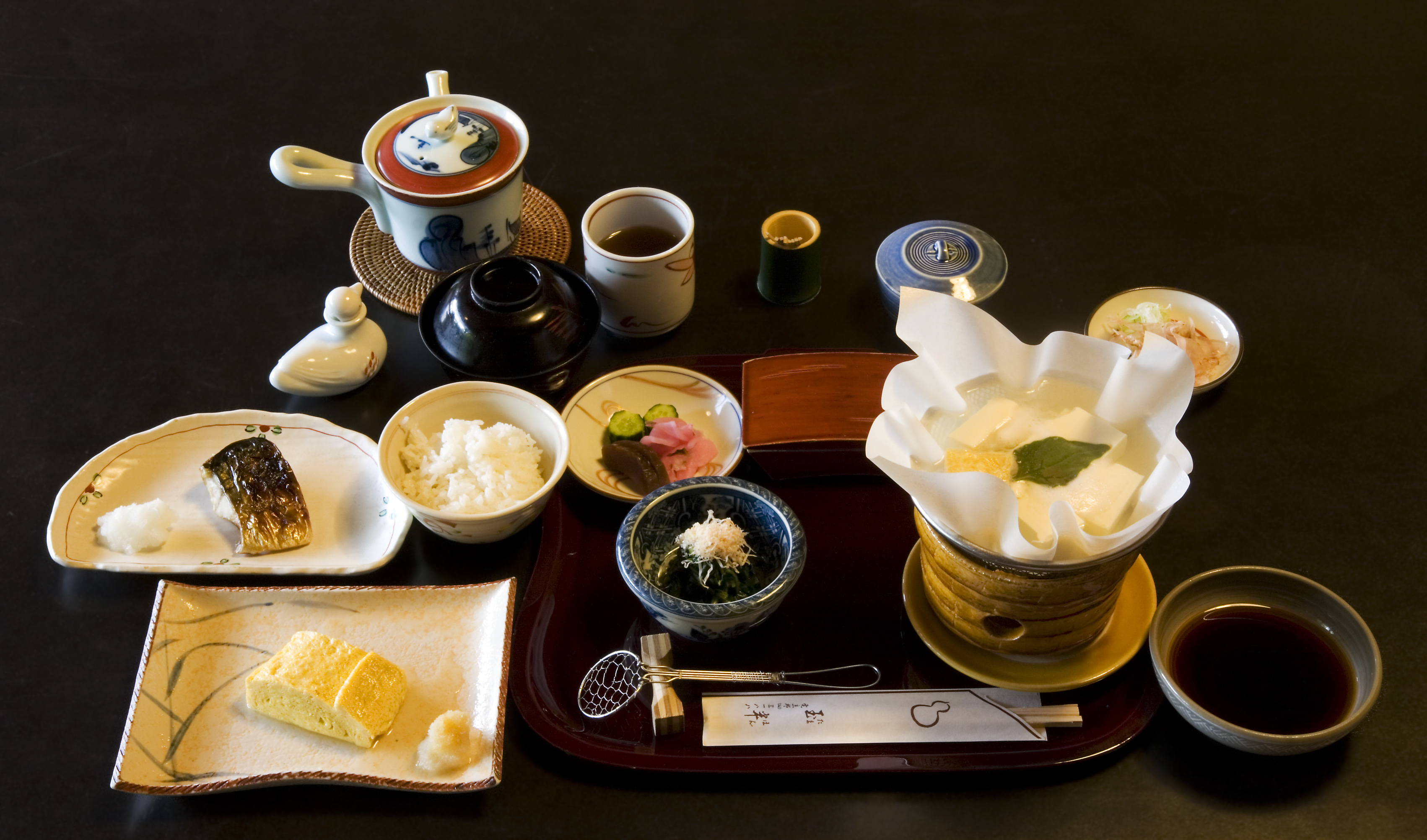
Traditional breakfast at Ryokan.

Japán hosszú történelmük során kifejlesztették a világ egyik legkifinomultabb és finom ételeit. Az elmúlt években ezek a japán ételek divatossá váltak, és népszerűek lettek az Egyesült Államokban, Európában, valamint számos más területen. A legjobban ismert ételek, mint a sushi, tempura, és teriyaki szinte bárhol felismernek. A japán étrendben elsősorban tartalmaznak rizst, friss, sovány tenger gyümölcseit; és savanyúságot, vagy párolt zöldséget. Úgy gondolják, hogy ez egészséges japán étrend összefüggésben van a japán emberek hosszú életével.

## Japán teaszertartás

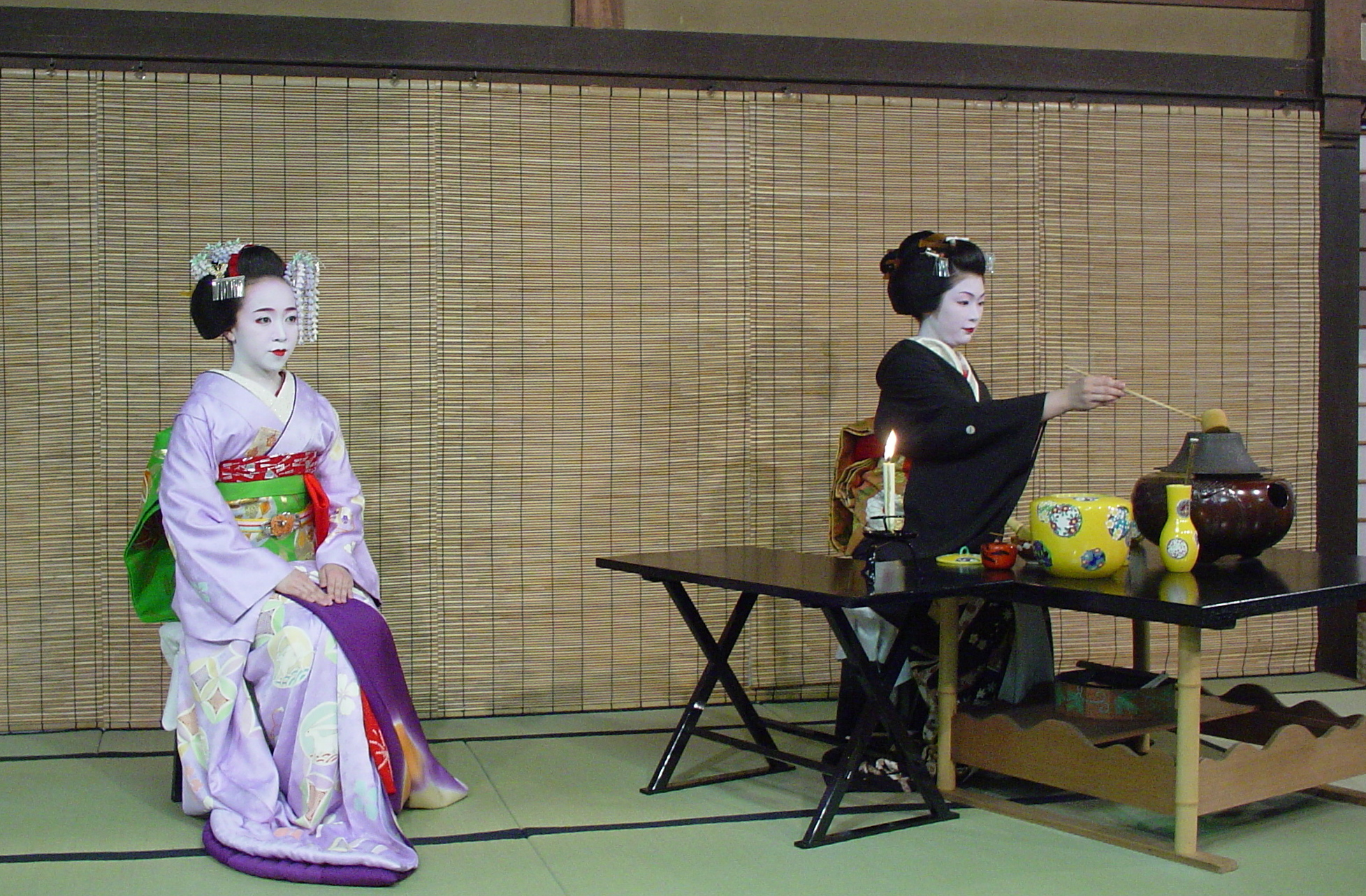
Teaszertás Kiotóban.

A „tea útjának” is nevezett japán teaszertartás egy japán kulturális tevékenység, mely a matcha (抹茶, porrá őrölt zöld tea) szertartásos elkészítését és felszolgálását foglalja magában. Japánul a teaszertartást csanojunak (茶の湯) vagy csadónak (茶道) nevezik. Az elkészítés művészetét (o)temaenek ([お]手前; [お]点前) hívják. A szertartás fejlődésére nagy hatással volt a zen buddhizmus. Ritkábban leveles teát, elsősorban szencsát (煎茶) is használnak, ez esetben a szertartást szencsadónak (煎茶道, a szencsa útja) nevezik.
A teaszertartásokat két csoportra oszthatjuk: formális (csadzsi, 茶事) és informális (csakai, 茶会). A csakai folyamán híg teát, édességeket, esetenként könnyű ételeket szolgálnak fel. A csadzsi ezzel szemben sokkal formálisabb, sűrű teát, és általában egy teljes kaiszeki menüt szolgálnak fel. A csadzsi akár négy órán át is tarthat.

## Sport és szabadidő
A szamurájok által kormányozott hosszú feudális időszakban, néhány módszer amivel a szamurájokat edzették, jól kidolgozott harcművészetekké nőtte ki magát. Ilyen például a kendzsucu, kjúdó, szódzsucu, dzsúdzsucu és a szumó. A gyors társadalmi változásokat hozó Meidzsi-restauráció után néhány harcművészetből modern sportok fejlődtek, amiket gendai budónak nevezünk. A dzsúdót Kantó Jigoró fejlesztette ki aki a dzsúdzsucu titkait tanulmányozta. Ezek a sportok a mai napig nagyon népszerűek mind Japánban, mind más országokban.

### Küzdősportok
A legtöbb küzdősport Japánban a szamuráj kiképzési módszerekből alakult ki. A küzdősportok, amelyek a Meidzsi-restauráció előtt születtek az Edó-korszak alatt, korjúknak nevezik. Néhány példa: kendzsucu, kjúdó, szódzsucu, dzsúdzsucu és a szumó. A restauráció után ezekből alakultak ki a modern küzdősportok, más néven a gendai budók. A ma ismert dzsúdót, ismertebb nevén a cselgáncsot, Dzsigoró Kanó fejlesztette ki a dzsúdzsucuból. Ide tartozik továbbá a kendó, karate, aikidó. Ezek a sportok a mai napig nagy népszerűségnek örvendenek, a dzsúdó nyári olimpia egyik versenyszáma.

### Baseball
A baseballt, focit és más népszerű nyugati sportokat a Meidzsi-korszakban hozták be a szigetországba. Ezeket a sportágakat előszeretettel űzik az iskolákban a hagyományos küzdősportok mellett. A baseball a legnépszerűbb sport Japánban. Miután a J League (Japán Hivatásos Labdarúgó Liga) 1991-ben megalakult, a labdarúgás is nagyon népszerűvé vált. Emellett sok félprofi szervezet is működik az országban, amelyeket általában magánvállalatok szponzorálnak: például röplabda, kosárlabda, rögbi, asztalitenisz, és így tovább.

## Állattartás

### Háziállattartás Japánban
Japánban a háziállattartás elsősorban a lakásokban szigorú szabályokhoz van kötve, és csak kijelölt állatbarát lakásokban lehetséges. Ha egy állatszerető Japánba költözik, és szeretné magával vinni kedvencét, hamar be kell látnia, hogy a legtöbb lakás Japánban nem állatbarát. Könnyebbé teheti az állatbarát lakáskeresést, ha vannak kapcsolataink barátokkal vagy munkatársakkal Japánban. A lakások bérleti szerződéseiben feltüntetik, hogy lehetséges-e állatot tartani, azonban ha egy lakás nem állatbarátként van meghirdetve, még lehetőség lehet a bérlővel való megegyezés. Az állatbarát lakások sem mindig engedélyeznek minden háziállatot, gyakran korlátozva vannak típus, méret és szám szerint. Amellett, hogy fizetni kell a megszokott költségeket, amik az állateledellel, orvosi számlákkal járnak, előfordulhat, hogy még külön költségekkel jár az állatbarát lakás bérlése is:
- Magasabb átfogó bérleti díj
- Plusz bérleti díj havonta
- Magasabb takarítási díj kiköltözéskor

Pozitívum azonban, hogy a plusz költségek ellenére az állatbarát lakások jobban felszereltek, gyakran hangszigetelő falakkal, külön ajtóval az állatoknak.

### Macskaszigetek
Aosima egy sziget Japánban, Ehime prefektúrában, ami híres a nagyszámú macskalakosairól. A macskák száma túlnőtte az emberekét, a macskák és emberek aránya 6:1. A macskákat hajókkal vitték a szigetre. A macskák megmaradtak a szigeten és benépesítették azt.
Tasirodzsima egy másik kis sziget Mijagi prefektúrában, amely ugyancsak híres a nagyszámú kóbor macska populációjáról. Ez annak eredménye, hogy egy helyi hiedelem szerint, ha valaki megetet egy macskát, az egészséget és jó szerencsét hoz. Ezen a szigeten nem tartanak kutyát háziállatként, sőt gyakorlatilag tilos a szigetre kutyákat hozni. A szigeten ugyancsak mellőzik az autók használatát, hogy ne okozzanak kárt az arra sétáló macskákban. A sziget közepén van egy szentély, ami Neko-dzsindzsa néven ismert.

### Japán kutyafajták
- Japán spicc
- Akita
- Tosza inu
- Siba inu
- Sikoku-ken
- Japán csin
- Japán terrier

## Nemzeti karakter
A nihondzsinron (日本人論; „értekezések/elméletek a japánokról”) olyan írások összefoglaló neve, melyek a japán kultúra, társadalom és nemzeti karakter jellemzőivel foglalkoznak. A kifejezés ugyanakkor magában foglalja a „japánosság” egyedi, lényegi természetének meghatározására tett kísérleteket. A nihondzsinron fajtái:
- Pszichológiai (心理学的, sinrigakuteki)
- Szociológiai (社会学的, sakaigakuteki)
- Esztétikai (美学的, bigakuteki)
- Intellektuális (思想的, siszóteki)